# Vanadisutställningen 1886-87
Vanadisutställningen var en publik utställning som arrangerades i Arvfurstens palats i Stockholm sommaren och hösten 1886, och därefter på Valands målarskola i Göteborg våren 1887. Det som visades i salarna var föremål hemförda av Hjalmar Stolpe m fl i samband med ångfregatten Vanadis världsomsegling 1883-85. Hela samlingen bestod av omkring 7.500 föremål, men alla rymdes inte i utställningen. I sin introducerande text i katalogen Vägvisare genom Vanadis-utställningen i Arffurstens Palats 1886 resp Vägledning genom Vanadisutställningen i Valand 1887 skriver Stolpe: 

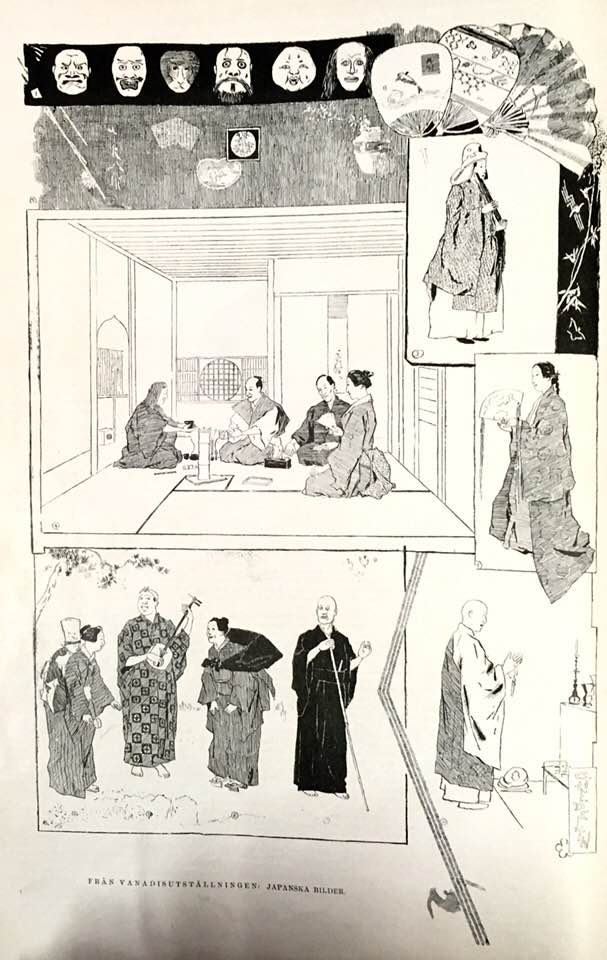
Från Vanadisutställningen 1886 Japanska bilder i Ny Illustrerad Tidning, samma år.

"Sålunda äro hela den rika peruanska samlingen, abessinska afdelningen samt en mängd större och mindre föremål ur siamesiska och söderhafsö-afdelningarna ej medförda. En rätt betydlig del af de hitförda söderhafsösamlingarna har af brist på utrymme ej kunnat utställas. Likaså har endast en mindre del af de öfver 700 fotografierna... kunnat utställas".
Föremål och fotografier från Vanadis-expeditionen förvaltas idag av Statens museer för världskultur.